# Robert Bigot
Pour les articles homonymes, voir Bigot.
Robert Bigot, né le 24 décembre 1933 à Paris et mort le 24 avril 2015 à Eaubonne, est un écrivain français de littérature jeunesse et de roman policier.

## Biographie
Robert Bigot fit des études de physique et de chimie. Il devint ingénieur chimiste et directeur de laboratoire jusqu'en 1991. En 1994, devenu retraité, il se consacra à l'écriture et écrivit plusieurs romans de littérature jeunesse. Ses thèmes de prédilection se portent sur les souvenirs qu'il a vécu dans sa jeunesse (Front populaire, Seconde Guerre mondiale). Robert Bigot était également poète et musicien.
En 1975, Robert Bigot est cofondateur avec son ami écrivain Christian Grenier, de la Charte des auteurs et illustrateurs pour la jeunesse. Il est membre du bureau de 1984 à 1999. 
Robert Bigot fut également administrateur et intervenant au CRILJ (Centre de recherche et d'information sur la littérature pour la jeunesse). 
Robert Bigot meurt le 24 avril 2015 dans la clinique de soins palliatifs d’Eaubonne des suites d'une longue maladie.

## Œuvres

### Romans
- Les Lumières du matin : Pascal, témoin de la Commune, Paris, éditions Hachette, 1974 ; réédition, Arles, Actes Sud junior, coll. « Les couleurs de l'histoire » no 1, 2000  (ISBN 2-7427-2633-0) - roman sur le thème de la Commune de Paris de 1871
- Dans les jardins d’mon père, Paris, éditions Hachette, coll. « Verte. Aventure humaine » no 718, 1990  ;  réédition, Arles, Actes Sud junior, coll. « Les couleurs de l'histoire » no 5, 2000  (ISBN 2-7427-2634-9) - roman sur le thème du Front populaire de 1936
- Une si petite flamme, Paris, Syros jeunesse, coll. « Les uns et les autres », 1995 ; réédition, Nantes, éditions Gulf Stream, coll. « L'histoire comme un roman », 2007  (ISBN 978-2-909421-97-1) - roman sur le thème de la Shoah et de la Seconde Guerre mondiale
- La Double Vie de Chloris Locuste, Arles, Actes Sud Junior, coll. « Les petits polars », no 9, 2000  (ISBN 2-7427-2629-2) - roman policier
- Camille Clarisse, Arles, Actes Sud junior, coll. « Raisons d'enfance » no 14, 2000  (ISBN 2-7427-2631-4)
- Sous le calme du djebel, Arles, éditions Actes Sud junior, coll. « Les couleurs de l'histoire » no 11, 2003  (ISBN 2-7427-4300-6) ; réédition, Paris, éditions Les Incorruptibles, 2004  (ISBN 2-7511-0079-1) - roman sur le thème de la Guerre d'Algérie
- Le Mal en patience, Paris, Syros jeunesse, coll. « Les uns et les autres », 2005  (ISBN 2-7485-0334-1) ; réédition, Nantes, éditions Gulf Stream, coll. « L'histoire comme un roman », 2009  (ISBN 978-2-35488-032-3) - roman, coécrit avec Christian Grenier, sur le thème de la guerre dans les Balkans
- Le Cœur à la renverse, éditions Le Seuil jeunesse, coll. « Karactère(s) », 2008  (ISBN 978-2-02-096899-7) - roman sur le thème de la révolte du peuple pendant la Révolution française
- Comme une fleur coupée..., Nantes, éditions Gulf Stream, coll. « Les romans », 2008  (ISBN 978-2-35488-021-7) - roman, coécrit avec Françoise Grard, sur le thème de l'adoption et des secrets de famille

### Recueil de nouvelles
- Jules Vallès, quatrième E, Paris, éditions Syros, coll. « Tempo + », 2007  (ISBN 978-2-7485-0580-1) - recueil de 18 nouvelles sur le thème de la révolte et de la condition ouvrière

### Autre ouvrage
- Chansons d'hier et d'ailleurs, chansons d'ici et d'autrefois, Aguessac, éditions associatives Clapas, coll. « L'épreuve du chant », 2002

## Prix et distinctions
- Prix Jean Macé 1974 (Ligue française de l’enseignement) pour Les Lumières du matin : Pascal, témoin de la Commune
- Prix des Incorruptibles 2004/2005 pour Sous le calme du djebel